# Антипатър Идумейски
Антипатър Идумейски II (на латински: Antipatros, наричан Antipas „като неговия баща“; * ок. 100 пр.н.е.; † 43 пр.н.е.) от Идумея е баща на Ирод I Велики, родоначалникът на управляващата Юдея царска династия Иродиади.
Женен е за Кипрос, която е от царската фамилия на Набатея. Двамата са родители на Фазаел (* ок. 75 пр.н.е.; † 40 пр.н.е.), Ирод Велики (* 73 пр.н.е.; † март 4 пр.н.е.), Йосиф (* ок. 70 пр.н.е.; † 38 пр.н.е.), Ферор (* ок. 68 пр.н.е.; † 5 пр.н.е.) и на Саломе (* ок. 65 пр.н.е.; † 10 г.).
Антипатър е като баща си Антипа първо управител (strategos) на Идумея. Около 67 пр.н.е. е съветник на цар Йоан Хиркан II и става римски управител на Юдея (57 – 54 пр.н.е.) и клиент на Цезар.
Антипатър е отровен на банкет на Хиркан от служител, подкупен от Малих.